# نيل أبركرومبي
نيل أبركرومبي. (بالإنجليزية: Neil Abercrombie.)‏؛ . وهو سياسي أمريكي والحاكم السابع لولاية هاواي عن الحزب الديمقراطي منذ 6 ديسمبر 2010 خلفا للحاكمة السابقة للولاية ليندا لينغل . شغل أبركرومبي عضوا في مجلس النواب الأمريكي عن ولاية هاواي مرتين (20 سبتمبر 1986 - 3 يناير 1987) ,(3 يناير 1991 - 28 فبراير 2010).
| الحاكم السابق ليندا لينغل 2002 - 2010 | الحاكم الحالي للولاية نيل أبركرومبي 2010 - الآن | بعده: لايوجد. |